# Wenceslao Fernández Flórez
Wenceslao Fernández Flórez (La Corunya, 11 de febrer de 1885 - Madrid, 29 d'abril de 1964) va ser un escriptor i periodista gallec en llengua castellana.

## Biografia
Fill d'Antonio Luis Fernández Lago i de Florentina Flórez Núñez, va néixer en una casa del carrer de la Corunya de Torreiro, i va manifestar des de petit vocació per la medicina, encara que la mort del seu pare quan tenia quinze anys el va obligar a deixar els estudis i treballar com a periodista. Va començar en el diari de la Corunya La Mañana i posteriorment va col·laborar a El Heraldo de Galicia, Diario de La Coruña i Tierra Gallega.
Als disset anys va dirigir el Setmanari La Defensa de Betanzos, publicació que es declarava enemiga del capitalisme feroç i a favor dels agraristes; un any més tard i amb tan sols divuit anys va dirigir durant any i mig el Diario Ferrolano, encara que va haver de falsejar la seva data de naixement, ja que legalment no podia fer-ho amb menys de vint-i-tres. Després va passar a dirigir El Noroeste de La Corunya. El 1913 va anar a Madrid com a empleat en la Direcció general de Duanes, però va abandonar aquest càrrec per treballar a El Imparcial i poc després el 1914, ABC, on va començar a publicar les seves "Acotaciones de un oyente", una sèrie de cròniques parlamentàries que el van fer molt famós, i que després reunirà en Crónicas parlamentárias (1914-1936). També va escriure en El Liberal i Tribuna. Des de Madrid continua mantenint relacions amb el diari La Mañana i amb la premsa gallega.
Dona els seus primers passos com a escriptor amb Manuel María Puga y Parga -Picadillo-, amb els germans Carré, amb Tettamanci, amb Manuel Casas, i amb Ángel del Castillo, entre d'altres, tots ells majors que ell; però qui realment li causa impressió va ser Castelao, un dels caricaturistes que més sovint van il·lustrar les seves obres. Va obtenir el premi del Círculo de Bellas Artes amb la seva novel·la Volvoreta (1917), que narra els amors prohibits entre una serventa i el seu jove senyor en el marc de la Galícia rural. El 1926 va rebre el Premi Nacional de narrativa de les Lletres Espanyoles per la seva obra Las siete columnas.
Encara que d'espanyolisme gens dissimulat i d'ideologia conservadora (seguidor i admirador de la política d'Antoni Maura i Montaner), no va escatimar les seves crítiques socials com en les seves obres El secreto de Barba Azul, Las siete columnas i El espejo irónico, entre d'altres, a propòsit de la política i dels homes polítics del regnat d'Alfons XIII. Durant la II República va rebre la Medalla d'Or de Madrid i el 1935 va ser condecorat pel govern presidit per Alejandro Lerroux, juntament amb Américo Castro i José Ortega y Gasset, amb la recentment creada Banda de la República. En esclatar la Guerra Civil va ser immediatament objecte d'amenaces de mort acusat de no haver-se mostrat partidari del Govern del Front Popular. Fugint de les anomenades Milícies de Vigilància de Rereguarda, va trobar refugi en l'Ambaixada de la República Argentina d'on al seu torn, i a invitació del Govern dels Països Baixos, va passar a trobar refugi a l'Ambaixada a Madrid d'aquest país, ja que era molt apreciat en ell per les admiratives descripcions que d'Holanda havia fet anys abans en el seu llibre de viatges La conquista del horizonte. Sota la protecció d'aquesta Ambaixada d'Holanda doncs, va aconseguir fer cap a València al març de 1937, com a primer pas per sortir d'Espanya però arribat a València, el Ministeri de Governació li va denegar el permís que era imprescindible per poder sortir a l'estranger; es va produir a causa d'això un tens incident diplomàtic entre el Govern d'Holanda i el de la República durant el qual i davant la insistència del Govern holandès, el mateix Ministre de Governació de la República, Julián Zugazagoitia, va consultar amb el Ministre de Defensa, Indalecio Prieto, qui li va contestar literalment "Si valgués el meu vot l'emetria en sentit favorable a les pretensions del Govern holandès. No crec que valgui la pena produir un enfrontament amb aquest Govern...". Gràcies a això va aconseguir doncs Fernández Flórez sortir d'Espanya el juliol de 1937.
Sobre les seves experiències en l'Ambaixada d'Holanda i en el Madrid de 1936 i 1937, va escriure posteriorment dues novel·les, Una isla en el mar rojo (1938) i La novela número 13 (1941), amargues descripcions de Madrid durant l'època del Front Popular. De nou a Espanya, Fernández Flórez va ser cridat a declarar davant el Consell Sumarísimo obert contra Julián Zugazagoitia el 1940-1941, presentant-se a declarar en la seva defensa. El 1944 va participar en el guió de la pel·lícula El destino se disculpa de José Luis Sáenz de Heredia. El 1945 ingressà en la Reial Acadèmia Espanyola. El 1955 amb el seu guió es roda a La Corunya la pel·lícula "Camarote de Lujo" amb una crítica al govern de Franco per la permissivitat dels medradores entorn de l'emigració per anar a treballar per a altres països i el 1959 va rebre la Creu d'Alfons X el Savi. El 1951 va adaptar El capitán Veneno de Pedro Antonio de Alarcón al cinema amb direcció de Luis Marquina i les seves mateixes obres van ser objecte d'adaptacions cinematogràfiques, especialment El hombre que se quiso matar per Rafael Gil, qui dirigí dues versions en 1942 i 1970 i Huella de luz el 1943, així com per altres directors.

## Obra literària
Va publicar unes quaranta novel·les i llibres de relats d'humor, caracteritzades per un fi humor irònic de biaix gallec de vegades proper al fantàstic. Alguns dels seus trets d'humor són sorprenentment propers als quals, anys després, utilitzaria García Márquez. Sembla haver-hi una curiosa simbiosi entre Cecebre i Macondo, digna d'estudi per a experts. Es mostra molt sensible al paisatge gallec que embolica en un profund lirisme. Moltes de les seves novel·les i relats posseeixen continguts simbòlics. No es mostra un innovador quant a les formes i estructures novel·lístiques, sinó que segueix acadèmicament les maneres de la narrativa tradicional.
Existeixen en ell reminiscències de Stendhal i d'Eça de Queiroz, arribant a ser un dels grans coneixedors i participant en el volum que amb motiu del 150 aniversari es prepara a Portugal i del que va traduir:Les més belles pàgines d'Eça de Queiroz, "El cosí Basileo", "El crim del Pare Amaro", "La Il·lustre Casa de Ramires", "Els Maias", "La ciutat i les Serres", "Sant Cristóbal", "Adam i Eva en el Paradís", "Epistolari de Fadrique Mendes", "Mandarí". La seva obra transmet un missatge d'escepticisme cap a un món que canvia només superficialment i descura valors espirituals i morals permanents. Els seus personatges són reals, com l'eren en el cas d'Eça de Queiroz, i es mouen entre la frustració i el fracàs. Malgrat el subversiu, de vegades, del seu conservadorisme, va gaudir de gran prestigi sota el franquisme, publicant amb regularitat articles de premsa, de vegades crítics contra el govern de Franco, com per exemple la sèrie en la revista Semana sobre el cinema en favor del Cinema espanyol i en contra del cinema Americà que el govern havia d'importar pels acords amb els Estats Units. Va gaudir d'àmplia protecció oficial i l'Editorial Aguilar va publicar una bella edició de les seves Obres Completes (Col·lecció Joia).
Wenceslao era abans de la Guerra civil, declaradament liberal, fins i tot va atacar els pilars bàsics del Moviment nacional, és a dir, l'Església, els militars i la justícia. Per tant, el franquisme l'acollirà amb cert recel i romandrà vigilant a tot moment si bé existia una vella amistat entre les famílies Franco i Fernández, precisament pel seu pare que era de Ferrol i Wenceslao quan va ser a treballar de director del diari ferrolà, Franco era un militar d'Acadèmia. Aquest fet indueix a una relació especial entre els dos personatges
La seva ideologia antimarxista (nascuda en gran part de les seves experiències personals en el Madrid de 1936-37) va ser tan forta que va arribar a escriure coses com:
| « | L'olor a roig és tan fort i típic que crec possible distingir a un marxista i àdhuc seguir el seu rastre amb olfacte poc exercitat. El marxisme —religió de presidiaris, fracassats, d'envejosos, de contrafets, de vividores, de mandrosos, de gent de catau— havia de fer olor així precisament: a consciència podrida, que fa pitjor olor que una balena morta perquè el marxisme materialista és una doctrina intestinal... | » |

Les preocupacions morals i el pessimisme de l'autor es manifesten en gairebé totes les seves novel·les. Així, en El secreto de Barba Azul (1923) s'intenta demostrar que les passions mouen les accions humanes, tesis que es repeteix en Las siete columnas (1926), que els set pecats capitals es constitueixen, paradoxalment, en els pilars de la societat. També s'ironitza sobre la hipocresia social en Relato inmoral (1928) i en El malvado Carabel (1931), sempre oferint una visió desencantada de la societat sota l'aparença de l'humor.

## Llibres (parcial)
- La tristeza de la paz (1910)
- La procesión de los días (1914)
- Luz de luna (1915)
- Acotaciones de un oyente (Cròniques parlamentàries, 1916)
- Volvoreta (1917), adaptada al cine por José Antonio Nieves Conde el 1976
- Las gafas del diablo (1918)
- Ha entrado un ladrón (1922)
- Tragedias de la vida vulgar (1922), antologia de contes
- El secreto de Barba Azul (1923)
- Visiones de neurastenia (1924)
- Unos pasos de mujer (1924)
- Las siete columnas (1926)
- Relato inmoral (1927)
- El hombre que se quiso matar (1929), adaptada al cinema per Rafael Gil el 1942 amb Antonio Casal (El hombre que se quiso matar i novament per Rafael Gil el 1970 amb Tony Leblanc (El hombre que se quiso matar)
- Fantasmas artificiales (1930), antologia de contes
- Los que no fuimos a la guerra (1930)
- El malvado Carabel (1931), adaptada al cinema per Edgar Neville el 1935, per Fernando Fernán Gómez el 1956 i per Rafael Baledón el 1962
- El hombre que compró un automóvil (1932)
- Aventuras del caballero Rogelio de Amaral (1933)
- Una isla en el Mar Rojo (1938)
- Por qué te engaña tu marido (1939)
- La novela número 13 (1941)
- El bosque animado (1943), adaptada al cinema per José Neches el 1945, per José Luis Cuerda el 1987 amb guió de Rafael Azcona i per Ángel de la Cruz i Manolo Gómez en 2001
- Yo y el ladrón (1944)
- El toro, el torero y el gato (1946)
- La nube enjaulada (1947) (relats d'humor)
- El sistema Pelegrín (1949)
- Fuegos artificiales (1954)
- De portería en portería (1957)